# 샤푸르 2세

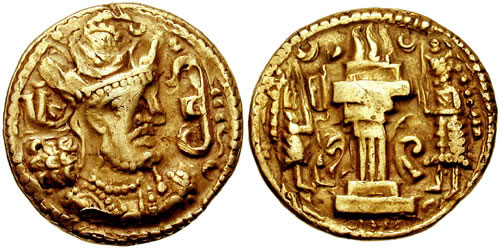
샤푸르 2세의 동전

샤푸르 2세(영어: Shapur II, Shahpour or Sapor, 309 ~ 379)는 사산 왕조 페르시아 제국의 샤이다. 호르미즈드 2세와 이프라 사이에서 태어났으며, 곧바로 황제가 되었다.
아르메니아와 메소포타미아를 수복하기 위하여 337년부터 20여 년에 걸쳐 로마와 전쟁을 벌였다. 또한 기독교도들을 박해하였으며 아르메니아 지역에 조로아스터교를 전파하고자 5년여에 걸친 싸움을 벌이는 등 페르시아 제국의 전성기를 이루었다.
그의 치세는 페르시아 문화 · 예술의 첫 번째 흥성기이기도 하였다.

## 생애
호르미즈드 2세의 4번째 아들로 태어났다. 모후 이프라는 쿠샨 왕조의 왕녀로 호르미즈드 2세의 후궁으로 들어와 정궁을 폐출시키고 여러 의붓자식들을 죽이거나 추방한 뒤 남편을 독살하고 어린 그를 즉위시킨 뒤 섭정하였다. 모후가 섭정을 거둔 325년부터 직접 통치하였다. 337년 샤푸르는 로마에게 빼앗겼던 아르메니아와 메소포타미아를 수복하기 위하여 티그리스강 건너 북부 메소포타미아 지방으로 군대를 파견하였다. 이것으로 20여 년에 걸친 로마와의 전쟁이 시작되었다.
또한 그는 조로아스터교를 국교로 하던 나라에 기독교가 세력을 키워가자, 자신이 전쟁에 나간 뒤에 문제가 될 것을 우려하여 기독교인들을 박해하고 개종하도록 명령하였다. 358년 그가 메소포타미아 북쪽을 공격하여 승리를 거두자, 363년 로마의 마지막 비기독교도 황제인 율리아누스가 대병력을 이끌고 페르시아를 공격하였다. 율리아누스는 승승장구하며 사산 왕조 페르시아의 수도인 크테시폰까지 진군하였다. 하지만 율리아누스는 승리에 도취된 나머지 적의 영토 너무 깊숙히 진군하였으며 보급로가 길어지자 샤푸르 2세는 친정하여 율리아누스를 요격하였다. 장군 메파이발라타스는 율리아누스의 보급로와 퇴로를 차단하였으며, 선봉장 클라비에이타스는 율리아누스를 유인하여 전사시키는 전공을 세웠고, 페르시아군이 대승하였다. 율리아누스 죽음 후 제위를 이은 그리스도인 황제 요비아누스는 30년 동안 휴전할 것과 로마 제국의 5개 주를 양도하기로 약속하였는데, 이 5개 주는 그의 조부인 나르세스 1세 시절 갈레리우스가 페르시아로부터 빼앗았던 영토들이였다.
샤푸르 2세는 기독교 지역인 아르메니아에 조로아스터교를 전파하려고 5년에 걸친 싸움을 벌여 자신의 뜻을 이루는 등 다양한 군사 전술과 외교적인 시도를 통하여 페르시아 제국의 전성기를 이루었다. 이 시기 이후 오랜기간 페르시아 제국의 국력은 로마 제국보다 우위를 점하게 된다.

## 같이 보기
- 율리아누스
- 로마 제국

| 전임 아두르 나르세 | 사산 왕조의 샤 샤푸르 2세 309년 - 379년 | 후임 아르다시르 2세 |